# Европско првенство у атлетици за јуниоре 2009 — штафета 4 × 400 метара за јуниорке
Трка штафета 4 × 400 метара у женској конкуренцији на 20. Европском првенству у атлетици за јуниоре 2009. у Новом Саду одржано је 26. јула 2009. на Стадиону Карађорђе.
Титулу освојену у Хенгело 2007 бранила је штафета Русије.

## Земље учеснице
Учествовале су атлетичарке из 7 земаља.
1. Белгија (4)
2. Немачка (4)
3. Русија (4)
4. Србија (4)
5. Турска (4)
6. Украјина (4)
7. Француска (4)

## Освајачи медаља
|                                                                              |                                                                                   |                                                                          |
| Јасмин Квадво, · Лена Гинтер, · Надја Бахл, · Рут Софија Спелмајер · Немачка | Евелина Скочилас, · Малгожата Колдеј, · Ева Заребска, · Ана Кјелбасињска · Пољска | Јудит Боскер, · Јаел ван Пелт, · Анук Хаген, · Јамиле Самуел · Холандија |

## Сатница
| Датум         | Време | Коло   |
| ------------- | ----- | ------ |
| 26. јул 2009. | 19:05 | Финале |

## Резултати

### Финале
Такмичење је одржано 26. јула 2009. године у 19:05.
| Пласман | Стаза | Штафета   | Атлетичарке                                                          | Време   | Белешке |
| ------- | ----- | --------- | -------------------------------------------------------------------- | ------- | ------- |
|         | 7     | Русија    | Јулија Терехова, Лилија Зубкова, Алина Сафулина, Лилија Гафијатулина | 3:36,25 |         |
|         | 8     | Немачка   | Лаура Хансен, Марал Фајцбакс, Данијела Ференц, Инга Милер            | 3:37,83 |         |
|         | 4     | Француска | Елеа Маријама Дијара, Дјенеба Камара, Аста Драм, Ленора Гион-Фирмин  | 3:39,62 |         |
| 4.      | 6     | Белгија   | Хане Клас, Линдсај Коусинс, Јеси Раес, Венди Лабеје                  | 3:41,86 |         |
| 5.      | 5     | Србија    | Мила Андрић, Јелена Анђелковић, Маријела Марковић, Катарина Илић     | 3:43,81 |         |
|         | 3     | Турска    |                                                                      | НС      |         |
|         | 2     | Украјина  | Олга Земљак, Јулија Красношчок, Алина Логвиненко, Јулија Баралеј     | 3:35,82 | Диск.   |